# Cyathea cicatricosa
Cyathea cicatricosa är en ormbunkeart som beskrevs av Holtt. Cyathea cicatricosa ingår i släktet Cyathea och familjen Cyatheaceae. Inga underarter finns listade.